# Isogenoides
Isogenoides is een geslacht van steenvliegen uit de familie Perlodidae. De wetenschappelijke naam van het geslacht is voor het eerst geldig gepubliceerd in 1912 door Klapálek.

## Soorten
Isogenoides omvat de volgende soorten:
- Isogenoides colubrinus (Hagen, 1874)
- Isogenoides doratus (Frison, 1942)
- Isogenoides elongatus (Hagen, 1874)
- Isogenoides frontalis (Newman, 1838)
- Isogenoides hansoni (Ricker, 1952)
- Isogenoides olivaceus (Walker, 1852)
- Isogenoides varians (Walsh, 1862)
- Isogenoides zionensis Hanson, 1949